# Fate Is the Hunter
Fate Is the Hunter is een Amerikaanse film in zwart-wit uit 1964 onder regie van Ralph Nelson. De film is gebaseerd op de gelijknamig memoires uit 1961 van Ernest K. Gann en werd destijds in Nederland uitgebracht onder de titel Mysterie om vlucht 22.

## Verhaal
Een Amerikaans passagiersvliegtuig is net opgestegen als de rechtermotor in brand raakt; even later valt ook de linker uit. De noodlanding mislukt, waarop 53 inzittenden om het leven komen, met slechts één overlevende; stewardess Martha Webster. Zij wordt met een ernstige shock in het ziekenhuis opgenomen. Sabotage blijkt na het onderzoek uitgesloten, de opeenstapeling van technische storingen schijnt toevallig. Men moet de schuld daarom wel schuiven op de nogal branieachtige eerste piloot die kort voor hij bij de ramp omkwam in een kroeg achter een borrel is gezien. Sam McBane, vice-president van het vliegtuigmaatschappij, heeft deze man, Jack Savage, aangesteld en is verantwoordelijk voor het personeel. McBane wil niet accepteren dat Savage postuum verantwoordelijk wordt gesteld en gaat het verdere leven na van zijn vroegere oorlogsmakker in de hoop om zijn naam te zuiveren.
Aan de hand van diverse flashbacks wordt het beeld van de gestorven Savage als legpuzzel in elkaar gezet. Al gauw komt McBane in contact met Savage's vriendin Sally Fraser, die hem helpt met het onderzoek. Zo komen ze erachter dat het niet Savage was die alcohol dronk, maar een collega van hem. Martha vertelt in het ziekenhuis dat ze getuige was van technische systeemproblemen in de cockpit vlak voor de crash. McBane organiseert een testvlucht om de fatale vlucht te reconstrueren. Ondanks een posttraumatische stressstoornis vergezelt Martha hem in deze vlucht. Uiteindelijk blijkt dat het inderdaad ging om een technische fout; zodoende wordt Savage's naam gezuiverd.

## Rolverdeling
| Acteur            | Personage             |
| ----------------- | --------------------- |
| Glenn Ford        | Sam McBane            |
| Nancy Kwan        | Sally Fraser          |
| Rod Taylor        | Jack Savage           |
| Suzanne Pleshette | Martha Webster        |
| Jane Russell      | Performer             |
| Constance Towers  | Peg Burke             |
| Wally Cox         | Ralph Bundy           |
| Nehemiah Persoff  | Ben Sawyer            |
| Mark Stevens      | Mickey Doolan         |
| Max Showalter     | Dan Crawford          |
| Dorothy Malone    | Lisa Bond (ongenoemd) |
| Howard St. John   | Mark Hutchins         |
| Robert J. Wilke   | Stillman              |
| Bert Freed        | Charles J. Dillon     |
| Dort Clark        | Ted Wilson            |
| Mary Wickes       | Mrs. Llewlyn          |
| Robert F. Simon   | Proctor               |

## Productie
De film is gebaseerd op een authentiek gegeven waarbij een ongeluk voorkomen werd door tijdig handelen, dat is beschreven in de memoires van Ernest K. Gann. De schrijver was zo ontevreden over deze verfilming, dat hij vroeg of zijn naam kon worden verwijderd in de aftiteling.

## Ontvangst
De film werd genomineerd voor een Oscar voor beste camerawerk, maar verloor van Zorba the Greek (1964).
De film kreeg positieve reacties van de Nederlandse pers. Zo was de recensent van het Algemeen Handelsblad positief gestemd en schreef dat het "geen meesterwerk [is], maar gewoon een lekkere film". De recensent van Het Parool noemde het een "goed gemaakte" en "ongewone thriller, die ondanks de soms wat erg uitvoerige flashbacks de toeschouwer niet weinig intrigeert en naar een boeiende en logische climax wordt gevoerd. Ralph Nelson heeft Fate is the Hunter met gedegen vakmanschap geregisseerd."
De criticus van De Tijd omschreef het als "een boeiend stuk amusement", had bewondering voor het "origineel gegeven, uitstekend verwerkt door Ralph Nelson", en schreef dat Glenn Ford "de geknipte figuur [is] voor rollen als deze". Ook de recensent van De Telegraaf had bewondering voor "een prachtig doorwerkte rol van Glenn Ford", maar schreef dat het "geen grote of belangrijke film" was. De criticus van de Volkskrant noemde het een "boeiende en aanvaardbare film", maar was kritisch over de boodschap, die er volgens hem te dik bovenop lag.